# سان بيدرو جارزا غارسيا
سان بيدرو جارزا غارسيا (بالإسبانية: San Pedro Garza García)‏ هي بلدية مدينة في ولاية نويفو ليون المكسيكية وجزء من منطقة مونتيري. تعتبر ضاحية تجارية معاصرة لمدينة مونتيري الكبرى بين جسر الوحدة وقبة ألفا السماوية، بما في ذلك المناطق المحيطة بـ كالزادا ديل فالي / كالزادا سان بيدرو. 

## الجغرافيا
تبلغ مساحة البلدية 70.78 كيلومتر مربع وهي في الأساس حضرية، وتقع بجوار الجانب الجنوبي الغربي من مونتيري. تقع في واد محاط بالجبال، وأبرزها جبل الهضبة الطويلة وسلسلة جبال الأم الشرقية.

## أشخاص بارزون
- ماوريسيو فرنانديز غارزا، سياسي مكسيكي.
- خوليو غالان، رسام مكسيكي.